# Courlans
Courlans é uma comuna francesa na região administrativa de Borgonha-Franco-Condado, no departamento de Jura. Estende-se por uma área de 6,16 km². Em 2010 a comuna tinha 951 habitantes (densidade: 154,4 hab./km²).